# ورنا بلوم
ورنا بلوم (انگلیسی: Verna Bloom؛ زادهٔ ۷ اوت ۱۹۳۸ – درگذشته ۹ ژانویه ۲۰۱۹) هنرپیشه اهل ایالات متحده آمریکا بود.

## بخشی از فیلمشناسی
- رسانه‌ها احساس ندارند (۱۹۶۹)
- غریبه دشت‌های بالا (۱۹۷۳)
- خانه حیوانات (۱۹۷۸)
- مرد هانکی‌تانک (۱۹۸۲)
- سفر ناتی گن (۱۹۸۵)
- پس از ساعات اداری (۱۹۸۵)
- آخرین وسوسه مسیح (۱۹۸۸)